# 喷泉山 (亚利桑那州)
喷泉山（英語：Fountain Hills）是美国亚利桑那州马里科帕县下属的一座城鎮。面积约为20.42平方英里（约合52.9平方公里）。根据2010年美国人口普查，该鎮有人口22,489人，人口密度为1,106.20/平方英里。

## 地理
根据美国人口调查局，喷泉山的总面积为18.2平方英里（47.1平方），其中陆地面积约为18.1平方英里（46.9平方），水域面积约为0.26 km2（0.55%）。
喷泉山有些沟壑通往弗德河（萨拉多河的支流）。下雨的时候道路偶尔会被沟壑的水阻断。 路牌已表明部分沟壑和道路的交汇点。
喷泉山的西北部和西南部位于麦克道尔山。麦克道尔山由一些死火山组成，最高峰为East End（4,069英尺（1,240米））、麦克道尔峰（4,034英尺（1,230米））和汤普森峰（3,910英尺（1,190米））。

### 气候
由于下降的气流和较高的气压，喷泉山几乎全年天气晴朗。根据柯本气候分类法，喷泉山的气候为热带沙漠气候（Bwh）。

## 友好城市
- – 萨尔瓦多康塞普西翁德阿塔科
- – 德国莱茵兰-普法尔茨邦迪尔多夫
- – 比利时安特衛普省卡斯特萊
- – 波兰扎莫希奇